# 海山 (喀喇沁人)
伯顏帖木儿·海山（约1862年—1917年），屬内蒙古蒙古族，清末卓索圖盟喀喇沁右翼旗（蒙古贞）人，蒙古独立运动领袖。

## 生平

### 喀喇沁右旗官员
海山大约出生于1862年，喀伊剌特（Khailtad）氏。其出生於内札薩克蒙古卓索圖盟喀喇沁右翼旗（今中华人民共和国内蒙古自治区赤峰市宁城县）。清朝末年，大量汉族农民进入卓索圖盟等內蒙古東部地區，将牧场变为农田。海山家适应了这一社会变化，成为了富有的地主。海山自幼接受全面教育，学习了蒙古语、满语、汉语（后来又学习了俄语）。
海山在喀喇沁右旗衙门内任职。当汉族会道门金丹道在1891年袭击了喀喇沁右旗后，海山隨着直隶省派出的军队镇压了金丹道的起事。海山还帮助該旗的喀喇沁扎萨克杜棱郡王贡桑诺尔布推进蒙古族现代化教育及军事训练。1900年，受义和团运动的影响，金丹道残余势力重新开始活动。作为喀喇沁右旗官员，海山率领旗的军队成功制服了500名金丹道起事者。
1902年冬，一项诬告迫使海山离开了家乡。当时他私自监禁了一名活下来的金丹道頭目張連升，張連升一直在从事反蒙古人的活动。在金丹道事件后，根據清政府的規定，海山必须将張連升移送给清朝的漢族地方官员，由這些官员负责审理这些汉族犯人。而張連升在监禁中自杀身亡，其家属指控海山谋杀了張連升。

### 蒙古独立运动
海山逃到了俄罗斯占领下的哈尔滨，并在此结识了俄罗斯帝国陆军上校彼得罗·锡特罗倭。海山在哈尔滨创办了第一张蒙古文报纸《ᠮᠣᠩᠭᠣᠯ ᠤᠨ 
ᠰᠣᠨᠢᠨ ᠪᠢᠴᠢᠭ》（蒙古新闻），该报由俄罗斯帝国的东清铁路出版。此后，海山于1907年前后秘密赴外蒙古库伦（今蒙古国乌兰巴托）。
此时，海山考虑蒙古人必须建立自己的独立国家。1909年，海山会见了古斯塔夫·约翰·兰司铁，兰司铁在其第二次考古之旅中访问了蒙古，海山秘密地将其政治理念告诉了兰司铁。此外，根据俄国陆军上校馬·波波夫（M. Popov）的叙述，海山要求俄国代表们支援蒙古武器并支持蒙古人建立一个民族国家。海山称，如若不能如愿，蒙古人将转向日本寻求帮助。
1910年春，由于新任库伦办事大臣三多抵达库伦推行“新政”，政治紧张加剧，蒙古人认为新政将使他们难以生存。王公和喇嘛们在举行秘密会议之后，决定派出代表团赴俄罗斯帝国寻求帮助。作为该代表团成员之一，海山于同年8月随团访问了圣彼得堡。海山看样子代表了内蒙古，并且可见他们想建立一个大蒙古，不仅包括如今的蒙古国，而且也包括如今中国境内的蒙古族聚居区。由于缺少这一时期的历史资料，海山在此次运动中的作用仍不清楚。根据中华民国初年派赴库伦的专使陈箓记载，1915年巴林·车林多尔济（副外务大臣）称，“如果海山没有来库伦，外蒙古将没办法获得独立。”
1911年10月，中国爆发辛亥革命。不久，外蒙古王公和喇嘛们也宣布独立，12月30日建立了大蒙古国政府。海山在该政府中任内务部司官，当时内务部在内务大臣车林齐密特领导下，是最有权力的部门。车林齐密特也是一位狂热的泛蒙古主义者。海山的地位则较低。1911年12月30日博克多汗的封赏名单中，海山排名第3位，封赏内容如下：
内蒙古喀喇沁贡桑诺尔布王旗的海山，著赐沁珠图格勒图世袭名号及辅国公爵，赏褐缰，并赏在喀尔喀台站驰驿特权，著授内务部司官之职。
俄国人不得不通过车林齐密特来行使权力。很快，博克多汗和车林齐密特都厌倦了俄国对蒙古的政策。海山被俄国代表们视为反俄国分子。1912年7月，博克多汗不得不设立了内阁总理大臣一职，以剥夺内务大臣车林齐密特的权力，亲俄国的那木囊苏伦被任命为内阁总理大臣，这严重打击了车林齐密特和博克多汗。
1912年，博克多汗赐海山辅国公爵（或简称 "公"），并赐其一块靠近蒙俄边界的土地。海山携全家迁居该地，并开始用他的俄罗斯人、布里亚特人、汉人雇农为其进行农业生产，这引发了他同当地游牧人口的矛盾。
當時博克多汗的政府的未来很不确定。在争取蒙古获得国际承认方面，车林齐密特试图于1913年1月通过外交途径同日本联系。但车林齐密特的努力最终失败，不仅因为俄国的压力太强大，也因为日本对外蒙古采取不干涉政策。无疑此次失败使包括海山在内的来自内蒙古的人士十分震惊。
1913年1月，海山、乌泰（来自哲里木盟）、芒来巴特尔·达木丁苏隆（来自呼伦贝尔部）和其他来自内蒙古的人士开始進攻内蒙古。尽管到1913年中旬，博克多汗的军队成功控制了内蒙古地区的一大部分，但俄国的反对和缺乏后备军使得外蒙古的军队不得不于同年12月撤回外蒙古。
与此同时，海山秘密同自己原来的主子贡桑诺尔布取得了联系，当时贡桑诺尔布正在中华民国北京政府任职。1913年9月，海山派儿子赴北京，宣称海山急切地希望回到自己的家乡。海山被博克多汗的政府逮捕，罪名是叛逆。海山在北京的儿子要求中华民国政府给博克多汗的政府施加压力，以使海山获释。结果，海山于1914年初被释放。
1913年11月，俄国和中国达成了一项联合声明，确认了中国对外蒙古的宗主权，并确定了外蒙古自治区域的范围。1915年在恰克图的俄、中、蒙三方会谈达成了《中俄蒙协约》，确定了外蒙古在中国内部实行自治，这对泛蒙古主义是一个致命打击。
在希望破灭之后，海山于1915年经俄国来到北京。海山担任蒙藏事务局副总裁，并被中华民国大总统袁世凯封为贝子。1917年，海山在北京逝世。

## 著作
- 《蒙汉合璧五方元音》